# Pacyfikacja wsi Podklasztor

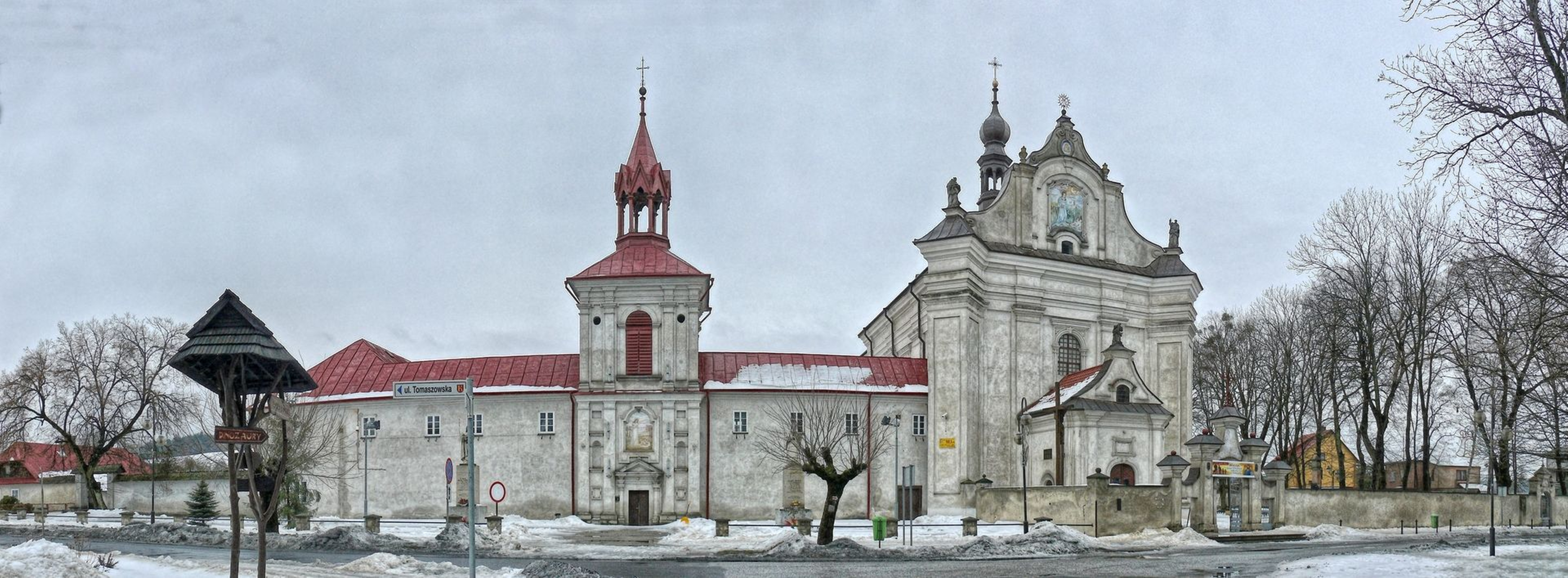
Podklasztor (Krasnobród) – Kościół Nawiedzenia Najświętszej Maryi Panny

Pacyfikacja wsi Podklasztor – pacyfikacja polskiej ludności cywilnej dokonana przez okupantów niemieckich we wsi Podklasztor (część Krasnobrodu) w województwie lubelskim, w powiecie zamojskim.

## Zbrodnie niemieckie w Podklasztorze (część Krasnobrodu)
Podczas II wojny światowej i okupacji Polski przez III Rzeszę Niemcy dokonali w lutym 1942 pacyfikacji w Podklasztorze, obecnie jest to część Krasnobrodu. Rozstrzelali wówczas 9 osób podejrzanych o przynależność do partyzantki.
30 czerwca 1943 była druga pacyfikacja. Wieś otoczyły wojska niemieckie. Wszystkich mężczyzn spędzono na plac kościelny, wywieziono ich do obozu KL Majdanek lub na przymusowe roboty do Niemiec hitlerowskich. Do opuszczonej wsi w miejsce Polaków sprawadzono osadników niemieckich.
17 lutego 1944 okupanci niemieccy rozstrzelali 11 osób z powiatu tomaszowskiego, których zatrzymali w lesie.
Jesienią 1942 Niemcy dokonali kilku masowych mordów na ludności żydowskiej, rozstrzeliwując około 50 ludzi.